# YU-NO 在這世界盡頭詠唱愛的少女
《YU-NO 在這世界盡頭詠唱愛的少女》是élf公司在1996年12月26日發售的文字冒險類型美少女成人遊戲。遊戲曾兩度改篇為動畫；4集的成人動畫版在1998年由Pink Pineapple發售，電視動畫版則在2019年4月2日開始播放，播放26集。2019年12月26日發售的Blu-ray BOX第三卷中附有第26.5話《無限的平行世界》。

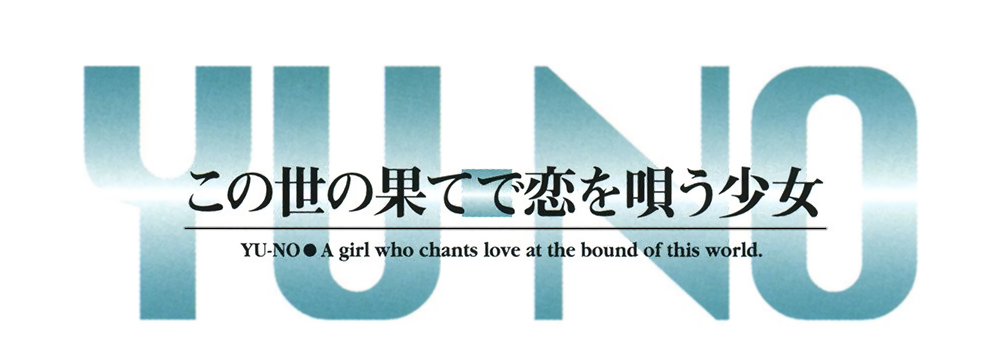
YU-NO

2014年1月MAGES.從élf公司取得版權後於同年12月28日宣布重製版企劃，2017年3月16日在PlayStation 4和PlayStation Vita平台上推出重製版遊戲，由旗下團隊ASADA PROJECTS負責製作。

## 版本
遊戲分為PC-98版、世嘉土星版、Windows版和重製版四個版本。
PC-98版
1996年12月26日作為成人向遊戲發售。élf會社在MS-DOS所開發的遊戲，考慮到用戶使用的環境不一樣，最後一次準備磁碟版與CD-ROM版。CD-ROM版收入了本篇中新改編的BGM，遊戲內容並無差異。
世嘉土星版
1997年12月4日發售。有普通版與限定版。與PC-98版的差異在於機體性能不同，主要演出畫面上。之前在發售上買過PC-98版時的附贈劇本（收入了追加內容的光碟）被整合到了SS版，劇本中除了有少部分變更外，最主要是刪除了近親描寫的場景。
Windows版
由（2000年12月22日發售的限定裝），同附的élf classic形式收入，PC-98版移植。畫面和音樂與PC-98版相同，由於移植時的電腦娛樂分級，受到了最低限度的修正。
重製版
élf會社轉讓版權給MAGES.並且製作重製版。重製遊戲的製作人淺田的訪談中他表示這款作品相比原作角色全部會由凪良來重繪，而擔當聲優相比此前的SS版也會全部換掉，遊戲內容方面除了將一些倫理上不恰當的內容修正之外基本不會有太大變化。

## 系統
故事的劇情分3大部分：序章、現代篇和異世界篇。序章和異世界篇是單線式、傳統的AVG，只有選項供選擇；現代篇則可以自由地執行調查、對話、移動、使用道具等指令。整個遊戲劇情非常浩大，紛繁複雜，因此遊戲提供了一個被稱作「A.D.M.S」（オート分岐マッピングシステム，Auto Diverge Mapping System）的系統，以輔助了解劇情的分歧和展開。

## 故事簡介
有馬拓也為一個無所事事的高中生，他父親是歷史學家，卻在研究時失蹤，留下他與繼母兩人相依為命。暑假時主角收到父親寄來的包裹，裏面有一個羅盤和三顆水晶珠，以及一封寫着「時間是可逆的，歷史是不可逆的」云云以及一些關於平行世界概念的信，並交待主角晚上去當地有名的地標劍之岬去見一個人。
拓也晚上如約來到劍之岬，發現自己的繼母亞由美和父親研究夥伴龍藏寺幸三都在場。原本和藹的龍藏寺突然翻臉要有馬把收到的郵包交出來，並拔出槍來威脅他，千鈞一髮之際，一道閃電落下劈在了神社的御神石上，拓也就此暈去。等拓也甦醒過來周圍已經旁無一人，回家睡了一覺後才發現不對勁。繼母和龍藏寺完全不記得昨晚發生的事情，此時他才發現原來父親寄給他的遺物是可以讓人在平行世界自由穿梭的神奇道具，於是他為了找到父親真正的下落展開了一系列調查。

## 登場角色
現代篇主要角色們的姓氏取自日本戰國大名各姓氏

### 現代篇
有馬拓也
聲：檜山修之（SS版）、千葉進步（成人動畫）、林勇（重製版/電視動畫）
境町學園三年生。年幼喪母。身為歷史學者的父親亦在兩個月前的研究取材中遭遇落石事故身亡。現在與繼母一起生活。
本人表示「不喜歡讓自己感到討厭的傢伙稱呼自己的姓氏」，尤其是廣大的校友龍藏寺對他自己印象是最討厭的。
但豐富、結城等其他男性稱呼其姓氏，另外女性們以名字來稱呼。
有馬廣大
聲：立木文彦（SS版/電視動畫）、藤原啟治（重製版）
拓也的父親。對位於境町「三角山」展開研究的歷史學者。兩個月前在研究取材中遭遇落石事故死亡。
實為為尋找自己妻子而穿越世界，落石事故只是表面上的假象。
有馬惠子
聲：星野千壽子（SS版）、遠藤綾（電視動畫）
拓也的母親，其真實身份是「德拉·格蘭德」的巫女，其真名是凱蒂亞。
有馬亞由美
聲：井上喜久子（SS版）、内川藍維（成人動畫）、名塚佳織（重製版/電視動畫）
拓也的繼母，Geo Technics公司專門負責海邊建設的職員。但幸福的生活沒持續多久，結婚不到半年就成了未亡人。三圍：83-59-83，誕生日：1/9
波多乃神奈
聲：今井由香（SS版）、高塚彩葉（成人動畫）、內田真禮（重製版/電視動畫）
境町學園的3年級學生，1個月左右轉學進來該學校，家長去世而獨自一個人過着傷心的生活。心中懷着母親的話語「絕對不放棄」。三圍：80-55-82，誕生日：3/3
一条美月
聲：佐久間玲（SS版）、奧田香織（成人動畫）、大西沙織（重製版/電視動畫）
境町學園的老師，擔任校長龍藏寺的秘書，愛慕著校長龍藏寺，常喜歡大學時代的恩師龍藏寺卻又煩惱着。三圍：87-58-89，誕生日：11/22
為了填埋住心中的縫隙曾一時和拓也交往，後來在學校和拓也發生關係，被學校的同學澪給撞見，後來二人逐漸分開。
島津澪
聲：冬馬由美（SS版）、高天唯（成人動畫）、釘宮理惠（重製版/電視動畫）
境町學園三年生。出生於名家，古代史的愛好家。父親是境町市的市長，但卻討厭被叫做大小姐。偷偷暗戀著拓也。三圍：84-60-85，誕生日：5/8
武田繪里子
聲：久川綾（SS版）、園崎未惠（成人動畫）、小林優（重製版/電視動畫）
境町學園的校醫兼拓也班上的導師，穿着性感緊身衣、搭配膝上網襪（在學園之外，有換穿不同形象）。三圍：96-60-87，誕生日：7/7
真正身分是別個世界的次元監査官，與同世界的阿貝爾是同事並且已是戀人關係。
朝倉香織
聲：根谷美智子（SS版）、安達茉莉（成人動畫）、前田玲奈（重製版/電視動畫）
當紅人氣新聞記者主播，認為在境町的海岸相次出現的神秘落雷是GEO會社的原因，所以一直對身為責任者的亞由美糾纏。三圍：85-58-83，誕生日：12/23
結城正勝
聲：岩永哲哉（SS版）、藤原祐規（重製版/電視動畫）
拓也的學弟，並仰慕拓也。實際上也暗戀澪。
豐富秀夫
聲：三木真一郎（SS版）、江口拓也（重製版/電視動畫）
被有馬拓也稱為無能的手下A、A片導演，遇到問題只會逃避且推卸責任，好處都攬到自己身上，妄圖與有馬亞由美發生關係，數度被有馬拓也用裝置挽回。
龍藏寺幸三
聲：大塚明夫（SS版）、楠大典（重製版/電視動畫）
境町學園校長，歷史學家。
今川由利香
幸三、廣大於境町學園的校友，也共同研究劍之岬。
並獨自一人深入調查劍之岬遺跡，雖發現遺跡本身秘密，不知為何困在遺跡遲遲無法離開，最後死於缺乏糧食與水的飢餓。
真理奈
聲：西村千奈美（SS版）、山本彩乃（重製版/電視動畫）
Geo Technics公司的警衛，值勤時偶爾看連續劇。
北條篤
聲：青野武（SS版）、上田燿司（重製版/電視動畫）
興信所〈等同徵信社〉的職員，受幸三委託，調查廣大的行蹤。
阿貝爾
聲：KENN（重製版/電視動畫）
僅電視動畫登場，與繪里子同樣擔當次元監査官。

### 異世界篇
塞蕾絲
聲：高橋美紀（SS版）、寺田春日（成人動畫）、真田麻美（重製版/電視動畫）
來到此世界的拓也遇見最初相遇的居民。不明原因無法正常開口說話，僅透過心靈溝通來交流，三圍：84-57-88
經艾麗婭話中得知她是帝都的巫女，但不知為何突然傳到邊境
與拓也一同旅行並日久生情，之後與拓也親密互動後生下優諾。
優諾
聲：古山貴實子（SS版/成人動畫）、小澤亞李（重製版/電視動畫）
本作重要人物，拓也與塞蕾絲所生下的女兒。其名由拓也命名，源自You Know?的字義，三圍：86-58-86(成年)
艾瑪塔
聲：三田友子（SS版）、井上麻里奈（重製版/電視動畫）
艾麗婭的親妹，是位反抗軍領袖並對抗神帝政權，三圍：83-59-83
動畫版24話與其他人得知德拉格蘭特世界的真相
神帝
德拉格蘭特實質統治者，真身是被傳送到德拉格蘭特世界的亞由美
向拓也解釋德拉格蘭特世界是如何誕生以及過程
艾麗婭
聲：勝生真沙子（SS版）、坂井恭子（重製版/電視動畫）
駐守邊境的女騎士，艾瑪塔的親姊，三圍：84-60-88
庫庫
聲：川上倫子（SS版）、鯛ゆみ坊（重製版）、長久友紀（電視動畫《重製版》）
拓也遇上有羽翼的成年女性所託付的小孩。其名由優諾命名
莎菈
聲：高田由美（SS版）、土井真理（重製版/電視動畫）
艾瑪塔的好友，擁有性感身材，拓也與優諾穿越沙漠前往帝都途中遇上的少女，實為反抗軍的一員
動畫版曾為確保自身安全不得已出賣拓也與優諾，之後於24話在帝都的艾瑪塔和其他反抗軍成員要解門鎖卻解不開時以臥底為女僕身分再次登場並幫忙解鎖
解開門鎖後向艾瑪塔和其他人告別就此離開帝都
古連
僅小說版登場，近衛兵隊長
卡茲
聲：藤原祐規
僅電視動畫登場，拓也被迫在神帝管轄的砂石場採掘所相遇的囚犯，實為反抗軍的一員
動畫版24話與其他人得知德拉格蘭特世界的真相
堤歐
聲：江口拓也
僅電視動畫登場，與卡茲同樣在神帝管轄的砂石場強迫採掘的囚犯，實為反抗軍的一員
動畫版24話與其他人得知德拉格蘭特世界的真相
艾修
聲：上田燿司
僅電視動畫登場，反抗軍構成員，動畫版24話與其他人得知德拉格蘭特世界的真相
愛
聲：木野日菜
僅電視動畫登場，看似是位粉紅短髮少女，實為帝都設置的人工AI，向反抗軍眾人揭示德拉格蘭特世界的真相與說明
格蘭蒂雅
聲：甲斐田裕子
僅電視動畫登場，德拉格蘭特世界的創造主

## OVA

### 製作人員
- 原作：（élf）
- 監督、分鏡：金澤勝眞
- 劇本：工藤治
- 角色原案：長岡康史
- 角色設計：青木哲郎
- 作畫監督：高橋丈夫
- 作畫監督輔佐：瀨上幸雄
- 動畫製作：PP Project
- 製作：Pink Pineapple

### 片尾曲
「VOICES」（第1、2話）
作詞：，作曲、編曲：坂本昌之，主唱：園崎未惠
「FACES」（第3、4話）
作詞：，作曲、編曲：坂本昌之，主唱：園崎未惠

### 各話列表
| 話數  | 日文標題 | 中文標題 | VHS/LD發售日   | DVD發售日     |
| ----- | -------- | -------- | -------------- | ------------- |
| 第1幕 |          |          | 1998年10月23日 | 2000年4月7日  |
| 第2幕 |          |          | 1999年1月22日  | 2000年4月7日  |
| 第3幕 |          |          | 1999年6月25日  | 2000年4月28日 |
| 第4幕 |          |          | 1999年9月24日  | 2000年4月28日 |

## 電視動畫

### 主題曲
片頭曲
（現代篇第1話－第17話、第26.5話）
填詞、作曲：志倉千代丸，編曲：悠木真一，主唱：亞咲花
「MOTHER」（異世界篇第18話－第26話）
填詞、作曲：志倉千代丸，編曲：高木龍一，主唱：鈴木KONOMI
片尾曲
（現代篇第2話－第17話、第26.5話）
填詞、作曲：志倉千代丸，編曲：白戶佑輔，主唱：鈴木KONOMI
（異世界篇第18話－第26話）
填詞、作曲：志倉千代丸，編曲：悠木真一，主唱：亞咲花

### 各話列表
| 話數     | 日文標題  | 中文標題                 | 劇本       | 分鏡       | 演出              | 作畫監督                                                                                       | 總作畫監督                              |
| 現代篇   | 現代篇    | 現代篇                   | 現代篇     | 現代篇     | 現代篇            | 現代篇                                                                                         | 現代篇                                  |
| -------- | --------- | ------------------------ | ---------- | ---------- | ----------------- | ---------------------------------------------------------------------------------------------- | --------------------------------------- |
| 第1話    | You Know? | 你知道？                 | 平川哲生   | 平川哲生   | 松下周平          | 山崎正和、藤崎賢二 辻上彩華、枡田邦彰 佐藤元昭                                                 | 大塚舞                                  |
| 第2話    |           | 平行世界構成原理         | 平川哲生   | 平川哲生   | 藤井貴文          | 立田真一、高原修司 川島尚                                                                      | 大塚舞                                  |
| 第3話    |           | 止不住的眼淚             | 平川哲生   | 平川哲生   | 佐野真司 松下周平 | 邵明成                                                                                         | 大塚舞、枡田邦彰 藤崎賢二               |
| 第4話    |           | 血染的雪白肌膚           | 橫谷昌宏   | 今井翔太   | 今井翔太          | 村上直樹、森悅史                                                                               | 枡田邦彰                                |
| 第5話    |           | 悲劇的螺旋               | 大知慶一郎 | 今井翔太   | 藤井貴文          | 北村友幸、清水直樹 川島尚                                                                      | 藤崎賢二                                |
| 第6話    |           | 月白之光的彼方           | 豬原健太   | 池端隆史   | 山田卓            | 山﨑正和、日高真由美 山村俊了                                                                  | 大塚舞                                  |
| 第7話    |           | 作崇騷動的元兇           | 平川哲生   | 小寺勝之   | 嵯峨敏            | 立田真一、高原修司 佐藤元昭、村上直樹                                                          | 枡田邦彰                                |
| 第8話    |           | 燕雀安知                 | 横谷昌宏   | 高柳滋仁   | 秋山宏            | 森悅史、村上直樹 日高真由美、川島尚                                                            | 藤崎賢二                                |
| 第9話    |           | 他與她之間的距離         | 大知慶一郎 | 高田淳     | 境橋渡            | 北條真純、大高雄太 逵村六、嘉村弘之 西尾公伯                                                   | 大塚舞                                  |
| 第10話   |           | 交織的思念               | 橫谷昌宏   | 山田卓     | 山田卓            | 清水直樹、北村友幸 山崎正和、細田沙織 佐藤元昭                                                 | 藤崎賢二                                |
| 第11話   |           | 重演那一天的吻           | 橫谷昌宏   | 池端隆史   | 鈴木龍太郎        | 渡邊一平太、谷口繁則 今泉龍太、平野翔 迎千葉瑠、森谷春樹                                       | 枡田邦彰                                |
| 第12話   |           | 白衣下的秘密             | 大知慶一郎 | 出合小都美 | 室谷靖            | 手島典子、藪田裕希                                                                             | 大塚舞                                  |
| 第13話   |           | 命中注定                 | 豬原健太   | 平川哲生   | 西村大樹          | 日高真由美、山﨑正和 森悅史、川島尚 村上直紀、佐藤元昭                                         | 藤崎賢二                                |
| 第14話   |           | 轉學生的朋友             | 平川哲生   | 今井翔太   | 今井翔太          | 立田眞一、高原修司 細田沙織                                                                    | 枡田邦彰、藤崎賢二 大塚舞               |
| 第15話   |           | 逝去的夏天               | 橫谷昌宏   | 及川啟     | 松下周平          | 村上直紀、森悅史 北村友幸、細田沙織 清水直樹、山﨑正和 田頭沙織、佐藤元昭                      | 枡田邦彰、藤崎賢二 大塚舞               |
| 第16話   |           | 在靜止的時空中           | 大知庆一郎 | 及川啟     | 嵯峨敏            | 渡边一平太、谷口繁则 森谷春树、今泉龙太                                                        | 枡田邦彰、藤崎賢二 大塚舞               |
| 第17話   |           | 湛藍虛幻的誓言           | 豬原健太   | 及川啟     | 殿勝秀樹          | 川島尚、細田沙織 日高真由美、山﨑正和                                                          | 枡田邦彰、藤崎賢二 大塚舞               |
| 異世界篇 |           |                          |            |            |                   |                                                                                                |                                         |
| 第18話   |           | 德拉格蘭特的黃昏         | 平川哲生   | 池端隆史   | 西村大樹          | 立田眞一、柳川沙樹 佐藤元昭、北村友幸                                                          | 高原修司、枡田邦彰 藤崎賢二             |
| 第19話   |           | 親子間的牽絆             | 豬原健太   | 山田卓     | 嵯峨敏            | 村上直紀、田頭沙織 清水直樹、山﨑正和 佐藤元昭、森悅史                                         | 高原修司、枡田邦彰 藤崎賢二             |
| 第20話   |           | 前往拉斐爾沙漠           | 大知慶一郎 | 高柳滋仁   | 菜葉旨籾          | 渡邊一平太、平野翔 迎千葉瑠、立田真一 袴田裕二、金井裕子 柳川沙樹、穗積彩夏 田頭沙織、清水直樹 | 藤崎賢二、枡田邦彰                      |
| 第21話   |           | 惡魔掌控下的砂石場       | 橫谷昌宏   | 池端隆史   | 浅見隆司          | 北村友幸、前田義宏 日高真由美、細田沙織 穂積彩夏                                               | 藤崎賢二、枡田邦彰 高原修司             |
| 第22話   |           | 逃離砂石場               | 平川哲生   | 鈴木龍太郎 | 鈴木龍太郎        | 森悅史、立田眞一 川島尚、山崎正和 佐藤元昭                                                     | 藤崎賢二、枡田邦彰 高原修司             |
| 第23話   |           | 風雲突變的帝都           | 豬原健太   | 今井翔太   | 殿勝秀樹          | 田頭沙織、柳川沙樹 佐藤元昭、清水直樹 川島尚、森悅史 村上直紀                                  | 藤崎賢二、枡田邦彰 高原修司、古山瑛一朗 |
| 第24話   |           | 德拉·格蘭特的真相        | 大知慶一郎 | 出合小都美 | 嵯峨敏            | 細田沙織、北村友幸 清水直樹、日高真由美 山崎正和、佐藤元昭 立田眞一、前田義宏 柳川沙樹         | 藤崎賢二、枡田邦彰 高原修司、古山瑛一朗 |
| 第25話   |           | 如約而至的儀式           | 猪原健太   | 平川哲生   | 髙橋謙仁          | 立田眞一、北村友幸 川島尚、森悦史 山崎正和、佐藤元昭 袴田裕二、山本篤史                        | 藤崎賢二、枡田邦彰 高原修司             |
| 第26話   |           | 在這世界盡頭詠唱愛的少女 | 平川哲生   | 平川哲生   | 山中祥平          | 日高真由美、清水直樹 村上直紀、細田沙織 高原修司、佐藤元昭 金井裕子、穂積彩夏、柳川沙樹        | 藤崎賢二、枡田邦彰 高原修司             |
| 26.5     |           | 無限的平行世界           | 平川哲生   | 池端隆史   | 嵯峨敏            | 川島尚 细田沙織 森悦史 山崎正和 清水直树 北村友幸 大冢舞                                       | 枡田邦彰 高原修司                       |

### 藍光版
| 卷數 | 發售日期       | 收錄話數        | 規格編號  |
| ---- | -------------- | --------------- | --------- |
| 1    | 2019年8月28日  | 第1話 - 第8話   | GNXA-2241 |
| 2    | 2019年10月30日 | 第9話 - 第17話  | GNXA-2242 |
| 3    | 2019年12月26日 | 第18話 - 第26話 | GNXA-2243 |

## 外部連結
- 成人動畫版官方網站Pink Pineapple（日語）
- 重製版官方網站 （页面存档备份，存于）（日語）
- YU-NO 在這世界盡頭詠唱愛的少女的X（前Twitter）（日語）
- 电视动画官方网站 （页面存档备份，存于）（日語）
- 电视动画的X（前Twitter）（日語）
- 莫比游戏上的《Yu-No》（英文）
- YU-NO（動畫）在動畫新聞網百科全書中的資料（英文）